# Papaja
Papaja er en melon-lignende frugt, der menes at stamme fra Mexico. Efter opdagelsen af Amerika blev papaja spredt til den øvrige verden. Der blev meget hurtigt etableret en dyrkning af papaja i Indien, og siden har dyrkningen af papaja bredt sig til Afrika og Sydamerika.
Papajakødet er blødt og saftigt. Det varierer i farven fra orange til dyb rød. I midten er der et hulrum med frø, der fjernes, ganske som med en melon.
Papajafrugten har et stort indhold af det protein-spaltende enzym papain. På grund af dette enzym er saften fra en papaya særdeles velegnet til at marinere kød i, da papain nedbryder proteiner på kødets overflade og smagstoffer så kan trænge ind i kødet.